# روني قاولد
روني قاولد (بالإنجليزية: Ronnie Gould)‏ (27 سبتمبر 1982 في المملكة المتحدة - ) هو لاعب كرة قدم بريطاني في مركز الوسط. لعب مع نادي ليتون أورينت وهيبريدج سويفتس وهامبتون أند ريتشموند بورو وThurrock F.C. ‏ وMaldon & Tiptree F.C. ‏.

## وصلات خارجية
- روني قاولد على موقع Soccerbase.com (لاعب) (الإنجليزية)